# Floresta Azul
Floresta Azul là một đô thị thuộc bang Bahia, Brasil. Đô thị này có diện tích 351,596 km², dân số năm 2007 là 10354 người, mật độ 29,45 người/km².